# Премія Жулі Верланже
Премія Жулі́ Верланже́ (фр. prix Julia-Verlanger) — французька літературна премія, створена в 1986 році з ініціативи Жана-П'єра Таєба, чоловіка письменниці Еліан Гріметр, відомішої як Жулі Верланже (не плутати з сучасним французьким композитором Ж.-П. Таєбом).
Премію вручає фонд імені Жулі Верланже, що діє під егідою Фонду Франції. Відзначає романи з наукової фантастики або фентезі. Після смерті Таєба у 1991 році, з 1992 р. присудження премії здійснюється журі. До 1996 року церемонія оголошення переможців і вручення відбувалися разом з церемонією премії «Космос 2000». У 1997—2002 роках премію вручали на фестивалі Visions du futur («Видіння майбутнього»), а з 2003 — на фестивалі Utopiales («Утопіалії»).
Головою журі на теперішній час є романіст, критик і перекладач Сара Док. Серед членів журі — Франсуа Мансон, Каті Мартен, Жанна-А Деба і Клод Екен.

## Лауреати
- 1986 — Гра світу (Le Jeu du monde), Мішель Жері і Ноо, Стефан Вуль (на рівних)
- 1987 — Фенікс (Phénix), Бернар Сімоне
- 1988 — Родинний портрет (Family Portrait чи Picture of Evil), Грем Мастертон[en]
- 1989 — Лань Аркандського лісу (La Biche de la forêt d'Arcande), Юг Дуріо
- 1990 — Зов Морданту (Mordant's Need), Стівен Доналдсон
- 1991 — Белгаріад (The Belgariad), Дейвід Еддінгс[en]
- 1992 — Кінець драконів (Dragonsbane), Барбара Гемблі
- 1993 — Оповідання Ельвіна-творця (The Tales of Alvin Maker), Орсон Скотт Кард
- 1994 — Воїни тиші (Les Guerriers du silence), П'єр Бордаж[fr]
- 1995 — Бронзові двері (La Porte de Bronze), Бернар Сімоне
- 1996 — Кліті Бельтема (Les Cages de Beltem), Жулі Верланже (під псевдонімом Жиль Тома)
- 1997 — Шість спадкоємців (Six Héritiers (Le Secret de Ji-1)), П'єр Грембер[fr] і Імаджика (Imajica), Клайв Баркер (на рівних)
- 1998 — Мандрівна пам'ять (Mémoire vagabonde), Лоран Клецер[fr]
- 1999 — Небудь-де (Neverwhere), Ніл Ґейман
- 2000 — Рівновага пародоксів (L'Équilibre des paradoxes), Мішель Пажель[en]
- 2001 — Місто між світами (La Cité entre les mondes), Франсіс Валері[fr]
- 2002 — Wonderful, Давід Кальво[fr]
- 2003 — Шлях шаблі (La Voie du sabre), Тома Дей[fr]
- 2004 — Вища школа (Haute-École), Сільві Дені
- 2005 — Секретна історія попелу (Ash: A secret History), Мері Джентл
- 2006 — Нарешті світ (Le Monde enfin), Жан-П'єр Андревон
- 2007 — Aqua™, Жан-Марк Ліньї[fr]
- 2008 — Стара англійка і Континент (La Vieille anglaise et le continent), Жанна-А Деба
- 2009 —  «Айфельгайм» (Eifelheim), Майкл Флінн
- 2010 — Жар-лебідь (Cygnis), Вінсент Жесслер
- 2011 — Планета внайми (Planète à louer), Йосс
- 2012 — Відтінки сірого: Дорога до Верхнього Шафрану (Shades of Grey 1: The Road to High Saffron), Джаспер Ффорде; спеціальна премія присуджена також Ролану Вагнеру[2].
- 2013 — Протекторат парасоля (Parasol Protectorate), Ґейл Керріджер
- 2014 — Трилогія Мелькін (Le Melkine), Олів'є Паке
- 2015 — Lum'en, Лоран Женефор[fr]
- 2016 — Панк-клуб проти зомбі-апокаліпсису (Le Club des punk contre l'apocalypse zombie), Карім Берукка